# 蘭加難
蘭加難（4世纪—398年），昌黎郡棘城县（今辽宁省锦州市义县）人，后燕成武帝慕容垂的堂舅，后燕官员。
398年四月廿六日，蘭加難的哥哥兰汗准备杀死皇帝慕容宝，兰汗派兰加难率领着五百名骑兵出城相迎。兰加难在索莫汗陉北面见到了慕容宝，行完拜谒之礼，便跟慕容宝一起向城走去。颖阴公馀崇向慕容宝暗中警告，慕容宝不听劝告。走了几里路，兰加难先杀了馀崇。兰加难又把慕容宝带入龙城郊外的宅邸杀了。兰汗自称大都督、大将军、大单于、昌黎王，改年号为青龙；任命哥哥蘭堤为太尉，弟弟蘭加難为车骑将军。兰堤、兰加难等人几次请求杀掉慕容宝的儿子慕容盛，兰汗没有准许。慕容盛从中挑拨，兰汗兄弟互相猜忌。
兰汗祈祷时把弑君之罪全部推托到兰加难的身上。兰堤与兰加难听后大怒，又怕遭兰汗诛杀，七月十五日，兰堤与兰加难联合率军突然袭击仇尼慕的部队，打败仇尼慕。兰汗派太子蘭穆带兵去讨伐，七月十七日，兰穆去袭击兰堤、兰加难等人，把他们打败。七月二十日，兰汗大开筵宴，慕容盛杀死了兰穆、兰汗，兰堤、兰加难逃走躲藏起来，也被抓住斩杀。